# 김성훈 (기업인)
김성훈은 대한민국의 기업인이다. '제2의 조희팔 사건'이라 불리는 'IDS홀딩스 투자 사기 사건'의 장본인이다. IDS 대표 시절 사기 행위로 2016년 구속되어 2017년 징역 15년이 확정되었다.